# Емил Изамбер
Емил Изамбер (на френски: Émile Isambert) е френски лекар, специалист по история и археология на Балканите и Близкия изток.

## Биография
Емил Изамбер е роден на 22 август 1827 година. Става доктор по медицина в Париж през 1856 година. Автор е на редица проучвания за Европейската част на Османската империя.
Умира на 27 октомври 1876 година.